# Liste des espèces de mammifères inscrites à l'Annexe I de la CITES
La liste suivante recense les espèces menacées de mammifères inscrites à l'Annexe I de la CITES.
Sauf mention contraire, l'inscription à l'Annexe d'une espèce inclut l'ensemble de ses sous-espèces et de ses populations.

## Liste[1]
- Famille des Antilocapridae :
  - Antilocapra americana (seulement la population du Mexique)

- Famille des Bovidae :
  - Addax nasomaculatus
  - Bos gaurus (exclut la forme domestiquée, appelée Bos frontalis, qui n'est pas soumise aux dispositions de la Convention)
  - Bos mutus (exclut la forme domestiquée, appelée Bos grunniens, qui n'est pas soumise aux dispositions de la Convention)
  - Bos sauveli
  - Bubalus depressicornis
  - Bubalus mindorensis
  - Bubalus quarlesi
  - Capra falconeri
  - Capricornis milneedwardsii
  - Capricornis rubidus
  - Capricornis sumatraensis
  - Capricornis thar
  - Cephalophus jentinki
  - Gazella cuvieri
  - Gazella leptoceros
  - Hippotragus niger variani
  - Naemorhedus baileyi
  - Naemorhedus caudatus
  - Naemorhedus goral
  - Naemorhedus griseus
  - Nanger dama
  - Oryx dammah
  - Oryx leucoryx
  - Ovis gmelini (seulement la population de Chypre)
  - Ovis hodgsoni
  - Ovis nigrimontana
  - Ovis vignei
  - Pantholops hodgsonii
  - Pseudoryx nghetinhensis

- Famille des Camelidae :
  - Vicugna vicugna (sauf certaines populations de l'Argentine et du Chili, et les populations de l’Équateur, de Bolivie et du Pérou, inscrites à l'Annexe II)

- Famille des Cervidae :
  - Axis calamianensis
  - Axis kuhlii
  - Axis porcinus annamiticus
  - Blastocerus dichotomus
  - Cervus elaphus hanglu
  - Dama dama mesopotamica
  - Hippocamelus spp.
  - Muntiacus crinifrons
  - Muntiacus vuquanghensis
  - Ozotoceros bezoarticus
  - Pudu puda
  - Rucervus duvaucelii
  - Rucervus eldii

- Famille des Moschidae :
  - Moschus spp. (seulement les populations de l'Afghanistan, du Bhoutan, de l'Inde, du Myanmar, du Népal et du Pakistan ; toutes les autres populations sont inscrites à l'Annexe II)

- Famille des Suidae :
  - Babyrousa babyrussa
  - Babyrousa bolabatuensis
  - Babyrousa celebensis
  - Babyrousa togeanensis
  - Sus salvanius

- Famille des Tayassuidae :
  - Catagonus wagneri

- Famille des Ailuridae :
  - Ailurus fulgens

- Famille des Canidae :
  - Canis lupus (seulement les populations du Bhoutan, de l'Inde, du Népal et du Pakistan ; toutes les autres populations sont inscrites à l'Annexe II)
  - Speothos venaticus

- Famille des Felidae :
  - Acinonyx jubatus
  - Caracal caracal (seulement la population de l'Asie ; toutes les autres populations sont inscrites à l'Annexe II)
  - Catopuma temminckii
  - Felis nigripes
  - Herpailurus yagouaroundi (seulement les populations de l'Amérique du nord et de l'Amérique centrale ; toutes les autres populations sont inscrites à l'Annexe II)
  - Leopardus geoffroyi
  - Leopardus guttulus
  - Leopardus jacobita
  - Leopardus pardalis
  - Leopardus tigrinus
  - Leopardus wiedii
  - Lynx pardinus
  - Neofelis diardi
  - Neofelis nebulosa
  - Panthera leo (seulement les populations de l'Inde ; toutes les autres populations sont inscrites à l'Annexe II)
  - Panthera onca
  - Panthera pardus
  - Panthera tigris
  - Panthera uncia
  - Pardofelis marmorata
  - Prionailurus bengalensis bengalensis (seulement les populations du Bangladesh, de l'Inde et de la Thaïlande ; toutes les autres populations sont inscrites à l'Annexe II)
  - Prionailurus planiceps
  - Prionailurus rubiginosus (seulement la population de l'Inde ; toutes les autres populations sont inscrites à l'Annexe II)
  - Puma concolor (seulement les populations du Costa Rica et du Panama ; toutes les autres populations sont inscrites à l'Annexe II)

- Famille des Mustelidae :
  - Aonyx capensis microdon (seulement les populations du Cameroun et du Nigéria ; toutes les autres populations sont inscrites à l'Annexe II)
  - Aonyx cinerea
  - Enhydra lutris nereis
  - Lontra felina
  - Lontra longicaudis
  - Lontra provocax
  - Lutra lutra
  - Lutra nippon
  - Lutrogale perspicillata
  - Pteronura brasiliensis
  - Mustela nigripes

- Famille des Otariidae :
  - Arctocephalus townsendi

- Famille des Phocidae :
  - Monachus spp.

- Famille des Ursidae :
  - Ailuropoda melanoleuca
  - Helarctos malayanus
  - Melursus ursinus
  - Tremarctos ornatus
  - Ursus arctos (seulement les populations du Bhoutan, de la Chine, du Mexique et de la Mongolie ; toutes les autres populations sont inscrites à l'Annexe II. Exclure la forme domestiquée et le dingo, référencés comme Canis lupus familiaris et Canis lupus dingo, qui ne sont pas soumis aux dispositions de la Convention)
  - Ursus arctos isabellinus
  - Ursus thibetanus

- Famille des Viverridae :
  - Prionodon pardicolor

- Famille des Balaenidae :
  - Balaena mysticetus
  - Eubalaena spp.

- Famille des Balaenidae :
  - Balaenoptera acutorostrata (sauf la population du Groenland occidental, inscrite à l'Annexe II)
  - Balaenoptera bonaerensis
  - Balaenoptera borealis
  - Balaenoptera edeni
  - Balaenoptera musculus
  - Balaenoptera omurai
  - Balaenoptera physalus
  - Megaptera novaeangliae

- Famille des Delphinidae :
  - Orcaella brevirostris
  - Orcaella heinsohni
  - Sotalia spp.
  - Sousa spp.

- Famille des Eschrichtiidae :
  - Eschrichtius robustus

- Famille des Iniidae :
  - Lipotes vexillifer

- Famille des Neobalaenidae :
  - Caperea marginata

- Famille des Phocoenidae :
  - Neophocaena asiaeorientalis
  - Neophocaena phocaenoides
  - Phocoena sinus

- Famille des Physeteridae :
  - Physeter macrocephalus

- Famille des Platanistidae :
  - Platanista spp.

- Famille des Ziphiidae :
  - Berardius spp.
  - Hyperoodon spp.

- Famille des Pteropodidae :
  - Acerodon jubatus
  - Pteropus insularis
  - Pteropus loochoensis
  - Pteropus mariannus
  - Pteropus molossinus
  - Pteropus pelewensis
  - Pteropus pilosus
  - Pteropus samoensis
  - Pteropus tonganus
  - Pteropus ualanus
  - Pteropus yapensis

- Famille des Dasypodidae :
  - Priodontes maximus

- Famille des Dasyuridae :
  - Sminthopsis longicaudata
  - Sminthopsis psammophila

- Famille des Macropodidae :
  - Lagorchestes hirsutus
  - Lagostrophus fasciatus
  - Onychogalea fraenata

- Famille des Potoroidae :
  - Bettongia spp.

- Famille des Vombatidae :
  - Lasiorhinus krefftii

- Famille des Leporidae :
  - Caprolagus hispidus
  - Romerolagus diazi

- Famille des Peramelidae :
  - Perameles bougainville

- Famille des Thylacomyidae :
  - Macrotis lagotis

- Famille des Equidae :
  - Equus africanus (exclut la forme domestiquée, appelée Equus asinus, qui n'est pas soumise aux dispositions de la Convention)
  - Equus grevyi
  - Equus hemionus hemionus
  - Equus hemionus khur
  - Equus przewalskii

- Famille des Rhinocerotidae :
  - Rhinocerotidae spp. (sauf les sous-espèces inscrites à l'Annexe II)

- Famille des Tapiridae :
  - Tapiridae spp. (sauf les espèces inscrites à l'Annexe II)

- Famille des Manidae :
  - Manis crassicaudata
  - Manis culionensis
  - Manis gigantea
  - Manis javanica
  - Manis pentadactyla
  - Manis temminckii
  - Manis tetradactyla
  - Manis tricuspis

- Famille des Atelidae :
  - Alouatta coibensis
  - Alouatta palliata
  - Alouatta pigra
  - Ateles geoffroyi frontatus
  - Ateles geoffroyi ornatus
  - Brachyteles arachnoides
  - Brachyteles hypoxanthus
  - Oreonax flavicauda

- Famille des Cebidae :
  - Callimico goeldii
  - Callithrix aurita
  - Callithrix flaviceps
  - Leontopithecus spp.
  - Saguinus bicolor
  - Saguinus geoffroyi
  - Saguinus leucopus
  - Saguinus martinsi
  - Saguinus oedipus
  - Saimiri oerstedii

- Famille des Cercopithecidae :
  - Cercocebus galeritus
  - Cercopithecus diana
  - Cercopithecus roloway
  - Macaca silenus
  - Macaca sylvanus
  - Mandrillus leucophaeus
  - Mandrillus sphinx
  - Nasalis larvatus
  - Piliocolobus kirkii
  - Piliocolobus rufomitratus
  - Presbytis potenziani
  - Pygathrix spp.
  - Rhinopithecus spp.
  - Semnopithecus ajax
  - Semnopithecus dussumieri
  - Semnopithecus entellus
  - Semnopithecus hector
  - Semnopithecus hypoleucos
  - Semnopithecus priam
  - Semnopithecus schistaceus
  - Simias concolor
  - Trachypithecus geei
  - Trachypithecus pileatus
  - Trachypithecus shortridgei

- Famille des Cheirogaleidae :
  - Cheirogaleidae spp.

- Famille des Daubentoniidae :
  - Daubentonia madagascariensis

- Famille des Hominidae :
  - Gorilla beringei
  - Gorilla gorilla
  - Pan spp.
  - Pongo abelii
  - Pongo pygmaeus

- Famille des Hylobatidae :
  - Hylobatidae spp.

- Famille des Indriidae :
  - Indriidae spp.

- Famille des Lemuridae :
  - Lemuridae spp.

- Famille des Lepilemuridae :
  - Lepilemuridae spp.

- Famille des Lorisidae :
  - Nycticebus spp.

- Famille des Pitheciidae :
  - Cacajao spp.
  - Chiropotes albinasus

- Famille des Elephantidae :
  - Elephas maximus
  - Loxodonta africana (sauf les populations de l'Afrique du Sud, du Botswana, de la Namibie et du Zimbabwe, qui sont inscrites à l'Annexe II)

- Famille des Chinchillidae :
  - Chinchilla spp. (les spécimens de la forme domestiquée ne sont pas soumis aux dispositions de la Convention)

- Famille des Sciuridae :
  - Cynomys mexicanus

- Famille des Dugongidae :
  - Dugong dugon

- Famille des Trichechidae :
  - Trichechus inunguis
  - Trichechus manatus
  - Trichechus senegalensis